# زیردریایی کلاس کاتسونیس
سابمارین کلاس کاتسونیس (به انگلیسی: Katsonis-class submarine) یک کلاس از زیردریایی است که طول آن 62.5 m می‌باشد.